# Antoni Mysłowski
Antoni Mysłowski  herbu Rawicz (ur. 10 stycznia 1800, zm. 12 listopada 1872 w Koropcu)- ziemianin, autor pierwszej w Polsce rozprawy o cukrownictwie. Opublikował także monografię: Uwagi nad handlem zbożowym.... Był pionierem w wytyczaniu nowych szlaków zbytu zboża drogą wodną do Kijowa czy do Londynu. Uważany za prekursora hodowli koni pełnej krwi w Galicji.

## Życiorys
Był synem Teofila  i Marianny zd. Wolańskiej h. Przyjaciel.
Jego ojciec Teofil Mysłowski (syn wojskiego) wychowany w Warszawie, przesiąknąwszy  wiekiem oświecenie i neoklasycyzmu wybudował w Koropcu pałac na wzór warszawskich Łazienek. Założył stadninę koni wyścigowych. Ufundował kościół w Koropcu.
Antoni posiadał we władaniu: Koropiec, Zalesie, Nowosiółki, Puźniki, Ściankę, Zubrzec , Strychańce, Dołhe,  dokupił Żyźnomiesz. Ożenił się z Teresą Reyówną h.Oksza z Przecławia . Która we wianie dostała dobra: Mykietyńce, Uhorniki i Podłuże. Miał syna Alfreda Dominika (4 grudnia 1827 – 23 sierpnia 1898 Arbon). Jego zainteresowania naukowe obejmowały ekonomię. W 1844 spławił Dniestrem do Odessy 19 000 korcy własnej pszenicy. Następnie wiosną 1845, używając wynajętych czterech okrętów austriackich, wysłał zboże do Anglii, otwierając tym samym nową drogę handlową.

Antoni był po ojcu zapamiętałym miłośnikiem i hodowcą koni. W 1865 r. stadnina w Koropcu  liczyła już 68 koni pełnej krwi angielskiej, 87 angloarabów i innych. Antoni był protektorem Juliusza Kossaka. Antoni z Juliuszem (Kossakiem), który często w Koropcu malował, podróżowali razem w celu zakupu koni pełnej krwi w Galicji.

.....'W roku 1846 wyruszył Mysłowski w podróż do Anglji celem nabycia odpowiedniego materjału zarodowego. Akurat w owym czasie rozsprzedawane było w Doncaster znakomite stado lorda Georga Bentinck, liczące 80 klaczy-matek oraz 204 sztuk przychówku.
Gdy Mysłowski ujrzał to stado miał podobno wyrazić się, że stracił nadaremnie 20 lat pracy na poszukiwaniu właściwego kierunku w swojej hodowli w Koropcu.
Nie zważając na wysokie ceny, jakie płacono za konie w Anglji, nabył 11 klaczy-matek, 3 roczniaki i 1 dwuletniego ogierka. Całą tę stawkę pozostawił jeszcze na rok w Yorku u Mr. Kerby, gdzie klacze oźrebiły się i zostały pokryte czołowymi ogierami — Lanercostem i Touchstonem.
Dopiero w listopadzie 1847 roku sprowadzono do Koropca powiększony w międzyczasie nabytek, wynoszący ogółem 22 sztuki. Wśród importowanych matek była oaksistka angielska z roku 1834 — Pussy (Pollio — Valve) oraz zwyciężczyni 1000 Gw. i Criterion Stakes — Chapeau d‘Espagne (Dr. Syntax — Chapeau de Paille).
Jak na owe czasy sprowadzenie tej ilości folblutów było zjawiskiem zgoła wyjątkowem. ( Bibliografia 5)
...'Jak opowiadał sam Kossak: „1851 roku, w miesiącu grudniu wpada do mnie P. Antoni Mysłowski, znakomity amator koni, posiadacz znakomitych stadnin arabskich i angielskich w Koropcu, u którego już nieraz byłem i co było w stajni malowałem ' (Bibliografia 2)
W latach 1825— 1840 w dziedzinie hodowli koni dość znaczny ruch panował w M a ł o p o I s с e, Stadniny ..... Antoniego i Alfreda Mysłowskich w Koropcu. ...... i wiele innych prowadziły hodowlę na wysokim poziomie, stale nabywały cenne reproduktory arabskie, a począwszy od lat dwudziestych i trzydziestych coraz częściej spotyka się w nich i ogiery angielskie. (bibiografia 3)

## Przodkowie
Antoni Mysłowski był w 7 pokoleniu potomkiem Pawła Mysłowskoego
Obrazuje to poniższy schemat:
- Paweł
  - Jan > Maryanna z Izbińskich h.Poraj
    - Franciszek > Anna z Hańskich h.Gozdawa
      - Wawrzyniec >Zofia z Szymańskich h Slepowron
        - Franciszek Wojski Trembowelski > Katarzyna z Lenkiewiczów h.Podkowa
          - Teofil Marceli > Marianna Wolańska h.Przyjaciel
            - Antoni Jakób Członek Stanów l 559/1843 > Teresa hr Reyówna c. Kajetana i Katarzyny

## Wybrane publikacje
- Wiadomość o FABRYCE CUKROWEJ w Tłumaczu
- Uwagi Antoniego Mysłowskiego nad handlem zbożowym z Galicii do Odessy